# Witowice (Petite-Pologne)
Pour les articles homonymes, voir Witowice.
Witowice est une localité polonaise de la gmina de Charsznica, située dans le powiat de Miechów en voïvodie de Petite-Pologne.